# Sabre Team
Sabre Team est un jeu vidéo de tactique au tour par tour développé et édité par Krisalis Software en 1992 sur Amiga 500 et Atari ST. Il a été adapté sur Amiga 1200, Amiga CD32 et DOS en 1994.

## Système de jeu
Aux commandes d'une escouade de forces spéciales de la SAS, le joueur doit accomplir cinq missions de contre-terrorisme à différents endroits du globe. À la manière de Laser Squad (1988), l'action se déroule au tour par tour dans des environnements représentés en vue isométrique. À chaque tour, le joueur doit puiser dans la réserve de points d'action de chaque commando pour leur assigner des actions (se déplacer, utiliser le radar, recharger, tirer, lancer une grenade, se rendre, etc). Le jeu propose trois niveaux de difficulté.

## Accueil
Amiga Format 87 % • C+VG 85 % • CU Amiga 89 % • The One 89 %

## Conception
La version originale de Sabre Team a été conçu par Richard Teather (programmation) et Phil Hackney (graphismes). Matt Furniss a réalisé la bande-son. Richard Teather a adapté le programme sur Amiga 1200 et CD32, et Omar Aysha sur DOS. Tracey Hudson a adapté les graphismes en 256 couleurs (AGA, VGA).